# Martín Muñoz de la Dehesa
Martín Muñoz de la Dehesa est une commune de la province de Ségovie dans la communauté autonome de Castille-et-León en Espagne.